# Thollon
De Thollon is een Franse kaas, geproduceerd in het Alpengebied, in de omgeving van Thollon-les-Mémises, in de Haute-Savoie.
De Thollon is een magere kaas, vroeger was de kaas een product dat gemaakt werd van de melk die na het bereiden van de boter overgebleven was. De kaas werd vrijwel niet verhandeld, de consumptie van de kaas was met name intern, binnen het gezin van de kaasmaker. Tegenwoordig wordt de kaas nog door één producent gemaakt van half afgeroomde melk, en uitsluitend in de omgeving van Thollon-les-Mémises is de kaas nog te koop.
De rijping van de Thollon duurt 3 tot 6 of zelfs 8 maanden. De kaasmasse is geel, stevig, met kleine gaatjes, de kaas lijkt wel wat op de Abondance, maar is steviger en droger. De korst van de kaas is wat kleverig en verandert van oranje tot bruin gedurende de rijping.

## Externe bron
- (fr) le Thollon